# كريستوفر رامبو
كريستوفر رامبو (بالنرويجية: Christoffer Rambo‏) مواليد 18 نوفمبر 1989 في ساندفيورد، هو لاعب كرة يد نرويجي يلعب كظهير أيمن. يلعب حاليا مع نادي مندن لكرة اليد. مثل منتخب النرويج لكرة اليد.

## سجل المنافسة
شارك في البطولات التالية:
- بطولة أوروبا لكرة اليد للرجال 2012
- بطولة أوروبا لكرة اليد للرجال 2014

## روابط خارجية
- كريستوفر رامبو على موقع الاتحاد الأوروبي لكرة اليد (الإنجليزية)
- كريستوفر رامبو على موقع الاتحاد النرويجي لكرة اليد (النرويجية)